# Kruisverheffingskathedraal (Sint-Petersburg)
De Kathedraal van de Verheffing van het Heilig Kruis (Russisch: Собор Воздвижения Честного Креста Господня) is een Russisch-orthodoxe kathedraal in het centrum van de Russische stad Sint-Petersburg. De kathedraal wordt ook wel Kozakkenkathedraal genoemd.

## Geschiedenis
Het gebied werd na de stichting van de stad bewoond door koetsiers. Er was nog geen kerk en op hun verzoek werd in in 1719 op de plek een houten kerk gebouwd ter ere van Johannes de Doper. De kerk had slechts een kleine spits, de (eveneens) houten, vrijstaande klokkentoren werd in 1723 gebouwd. In 1730 brandde deze kerk echter tot de grond toe af. Een decennium later werd toestemming verkregen om op de plaats een nieuwe kerk te bouwen in naam van de Verheffing van het Kostbaar en Heilig Kruis. Deze kerk werd voltooid in 1748.
In 1804 werd een begin gemaakt met de bouw van een 60 meter hoge klokkentoren die voltooid werd in 1812. Aan beide weerszijden van de toren werden colonnades toegevoegd en in de nissen van de toren werden beelden van Paulus en Petrus geplaatst. Inmiddels was de kerk te klein en te bouwvallig geworden en daarom werd besloten tot het bouwen van een grote stenen kerk. De vijfkoepelige barokke kerk dateert uit de periode 1848-1852 en werd opgericht naar ontwerp van Jegor Ivanovitsj Dimmert.

## Sovjet-periode
De kerk werd in 1939 gesloten. Een voorstel om de kathedraal te slopen werd niet goedgekeurd. De kerk leed tijdens beleg van de stad zwaar onder vuur. Tijdens de winter werden de doden naar de kerk gebracht, totdat het voorjaar de mogelijkheid bood de slachtoffers te begraven op de begraafplaats.

## Heropening
In 1991 werd een haveloze kerk teruggegeven aan de Russisch-orthodoxe Kerk. In het jaar 2000 werd de kerk overgedragen aan de Kozakkengemeenschap van de stad. Sindsdien heeft de kerk de status van kathedraal van de Kozakken. Buiten het kerkgebouw werd in 2002 een borstbeeld van tsaar Nicolaas II onthuld. Gedurende het afgelopen decennium vonden er restauratiewerkzaamheden aan de kathedraal plaats.

## Externe links

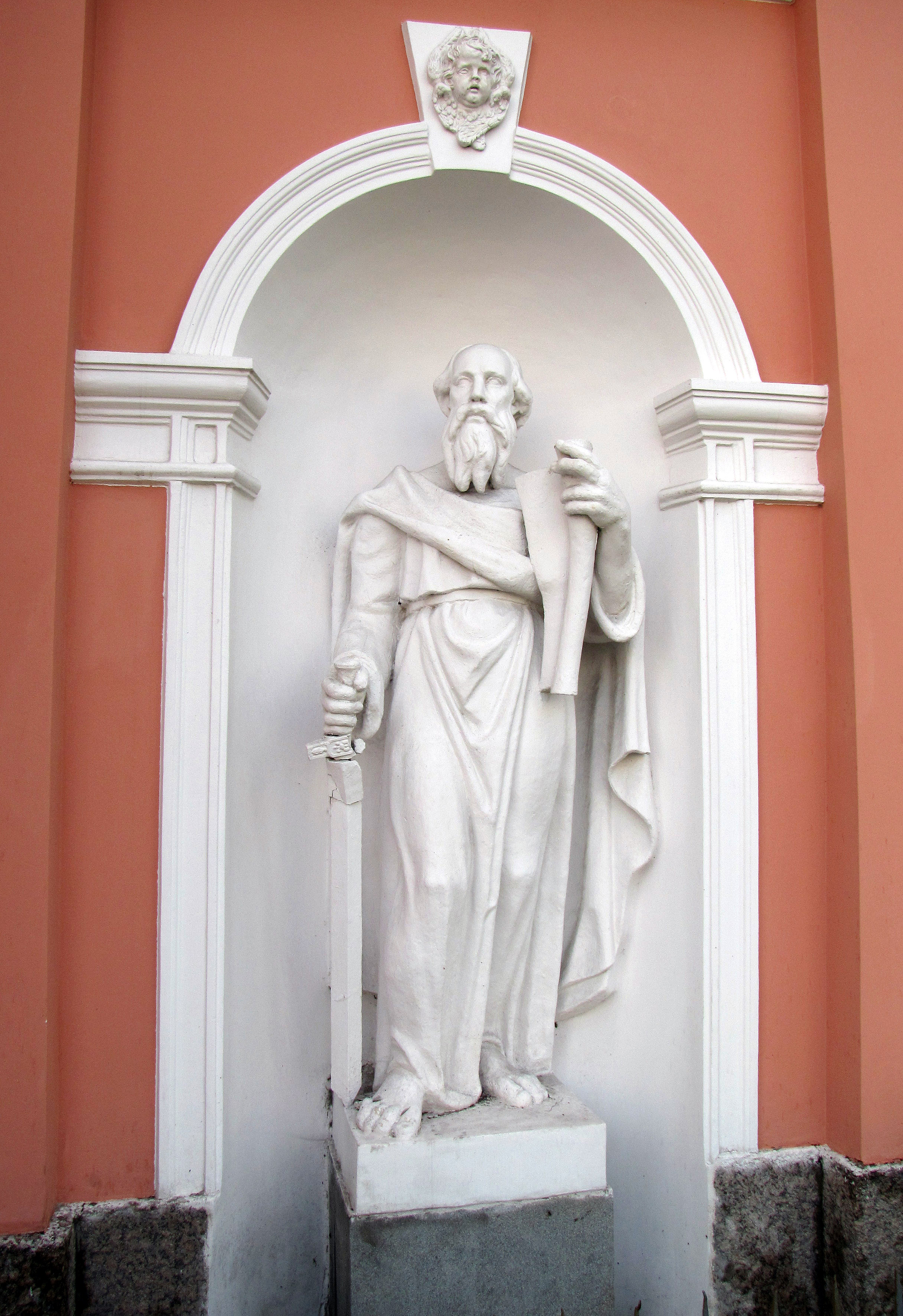
beeld Paulus
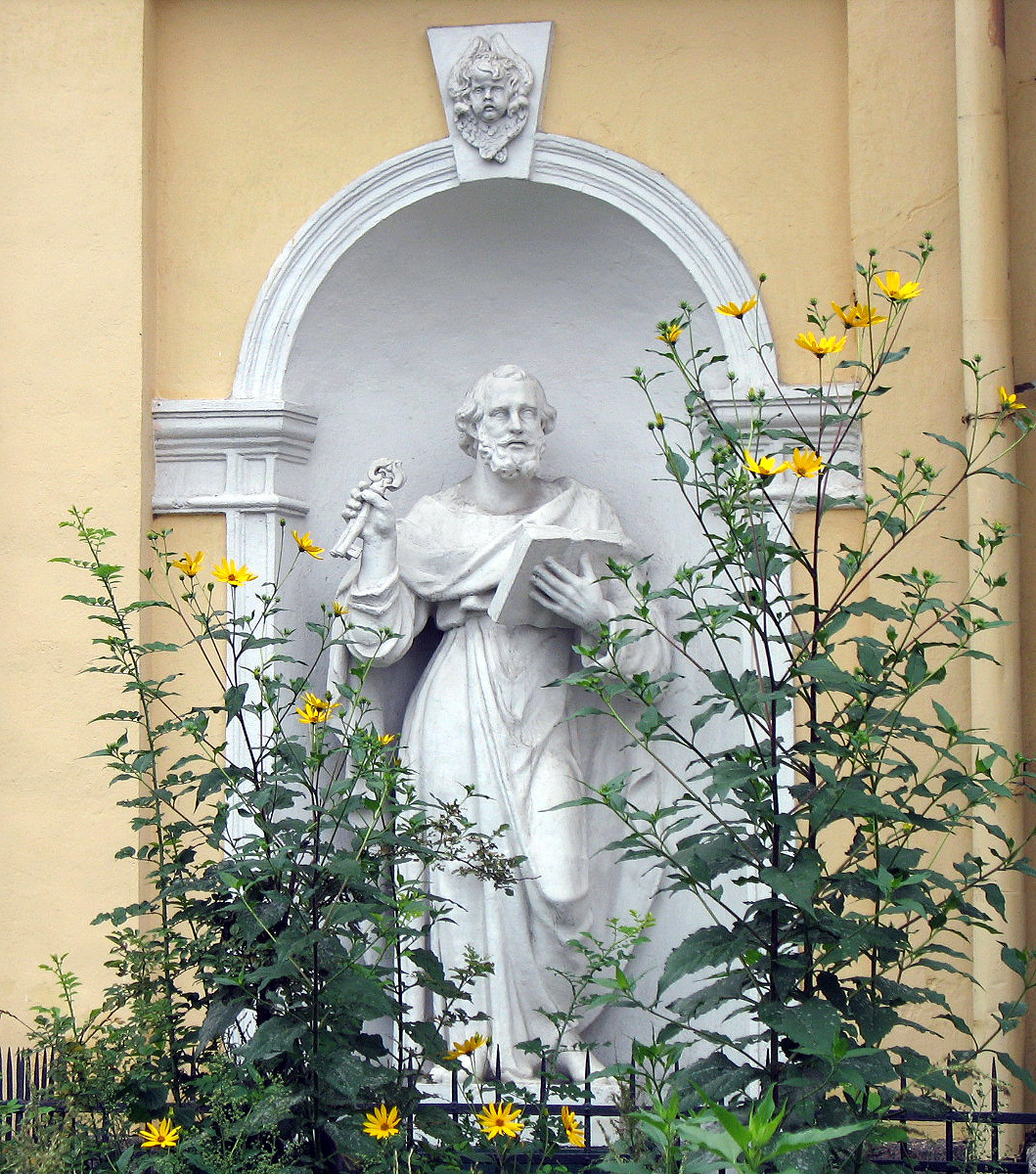
beeld Petrus